# Strongylopus bonaespei
Strongylopus bonaespei är en groddjursart som först beskrevs av Dubois 1981.  Strongylopus bonaespei ingår i släktet Strongylopus och familjen Pyxicephalidae. IUCN kategoriserar arten globalt som livskraftig. Inga underarter finns listade i Catalogue of Life.